# Charles-Louis-François Andry
Pour les articles homonymes, voir Andry (homonymie).
Charles-Louis-François Andry, né le 6 juillet 1741 à Paris où il est mort le 8 avril 1829, est un médecin français.

## Biographie
Il est le neveu de Nicolas Andry, en étant surnommé pour cela « verminosus le petit » par ses contemporains.
Fils d’un riche épicier-droguiste, Andry étudia la médecine moins pour gagner sa vie que pour soulager les malades. Il fut médecin des hôpitaux, docteur-régent de la Faculté de Paris, et l’un des premiers membres de la Société royale de Médecine. Il se plaisait à dire qu’il avait gentilhommisé la médecine.
Il donnait chaque année aux pauvres le dixième de ses revenus. Nommé à son insu l’un des quatre médecins consultants de Napoléon, Andry ne prélevait sur son traitement que les frais de costume, et remettait le surplus au maire de son arrondissement pour le faire distribuer aux indigents, « persuadé, disait-il, qu’il ne devait pas profiter d’un argent qu’il reconnaissait n’avoir pas gagné. »
Andry et Balzac se connaissaient, et Andry a servi de modèle au personnage du vieux docteur Haudry, qui apparait dans plusieurs romans de La Comédie Humaine, c'est le médecin de César Birotteau.

## Œuvres
Son traité sur la rage (1778) est, avec celui d'Antoine Portal, la plus importante contribution française à l'étude de la rage au XVIIIe siècle. L'ouvrage se veut exhaustif, mais sans esprit critique, accumulant redites et listes interminables de remèdes.
Andry fut un des plus zélés propagateurs de la vaccine et ardent antagoniste de Mesmer, après avoir cependant publié avec Michel Augustin Thouret d'importantes recherches sur l'usage de l'aimant en médecine, en 1782.
Il a publié les œuvres de son ami Sanches après sa mort. Il a aussi écrit en latin sous le nom de Carolus-Ludovicus-Franciscus Andry et M*****.
Outre quelques mémoires, on a de lui :
- le Manuel du jardinier, traduit de l’italien de Mandirola, Paris, 1765, in-8°, sous le pseudonyme de Randy.
- Matière médicale, extraite des meilleurs auteurs et des leçons de Ferrein ; ibid., 1770, 3 vol. in-12
- Recherches sur la rage, ibid., 1778, 1779, in-8°.Ce livre, qui a été traduit dans plusieurs langues, a été inséré dans les Mémoires de la Société de médecine, t. Ier, p. 104
- Observations et recherches sur l’usage de l’aimant en médecine (avec Thouret), ibid., 1783, in-8°
- Recherches sur la mélancolie, ibid., 1786, in-4°, dans Mémoires de la Société de médecine, t. III, p. 531 et t. V, p. 89.